# Quercus morii
Quercus morii Hayata – gatunek roślin z rodziny bukowatych (Fagaceae Dumort.). Występuje naturalnie na Tajwanie.

## Morfologia
PokrójZimozielone drzewo dorastające do 30 m wysokości.
LiścieBlaszka liściowa ma kształt od podługowatego do owalnie eliptycznego. Mierzy 6–10 cm długości oraz 2,5–4 cm szerokości, jest piłkowana przy wierzchołku, ma nasadę od klinowej do zaokrąglonej i ogoniasty wierzchołek. Ogonek liściowy jest nagi i ma 15–30 mm długości.
OwoceOrzechy o kształcie od jajowatego do obłego, dorastają do 15–25 mm długości i 10–18 mm średnicy. Osadzone są pojedynczo w miseczkach do połowy ich długości. Same miseczki mają kształt od kubkowatego do dzwonkowatego i mierzą 15–20 mm średnicy.

## Biologia i ekologia
Rośnie w wiecznie zielonych lasach. Występuje na wysokości od 1600 do 2600 m n.p.m. Kwitnie od kwietnia do maja, natomiast owoce dojrzewają od października do listopada.